# Niki Lauda
Andreas Nikolaus Lauda (Beč, 22. veljače 1949. — 20. svibnja 2019.), bio je austrijski vozač Formule 1. Trostruki je svjetski prvak u Formuli 1: 1975. i 1977., kao član ekipe Ferrari, te 1984. kao član ekipe McLaren Tag-Porsche. Na stazi u Nürburgringu 1976. doživio je tešku nesreću, nakon koje se nastavio natjecati do 1979. U Formulu 1 se vratio 1982. godine za tim Mclaren te je ujedno s tim timom osvojio naslov svjetskog prvaka po treći i zadnji put pobijedivši momčadskog kolegu Alaina Prosta za samo 0,5 boda.